# فيث فورد
فيث فورد (بالإنجليزية: Faith Ford)‏ (ولدت أليكسيس فورد ؛ في 14 سبتمبر 1964) ممثلة أمريكية، عرفت عن دورها في مسلسل سيتكوم ميرفي براون والذي بسببه حصلت على ترشيح خمسة مرات لجائزة إيمي في وقت الذروة،

## مسيرتها المهنية
بدأت مسيرتها الفنية منذ كانت في مرحلة الدراسة الثانوية، وظهرت من خلال عدد من الإعلانات التجارية، قدمت أول بطولة لها من خلال دورها في "يو توكين تو مي"، عام 1987م، وهو ما أهلها للانضمام إلى فريق العمل التلفزيوني "ميرفى براون"، عام 1988م، في دور "كوركي"، الذي رُشحت عنه لنيل الكثير من الجوائز.بعد 9 مواسم من العمل في "مورفى براون"، قررت الابتعاد عن شخصية "كوركي"، وذلك من خلال دورها المتميز في "نايت فيزيتورز"، و"هير ديسبريت تشويس"، عام 1996، من أبرز أعماها أيضا (The Sorority Wars، Carpoolers).

## روابط خارجية
- الموقع الرسمي
- فيث فورد على موقع IMDb (الإنجليزية)
- فيث فورد على موقع ألو سيني (الفرنسية)
- فيث فورد على موقع أول موفي (الإنجليزية)
- فيث فورد على موقع قاعدة بيانات الأفلام السويدية (السويدية)
- فيث فورد على موقع إن إن دي بي (الإنجليزية)
- فيث فورد على موقع قاعدة بيانات الفيلم (الإنجليزية)
- فيث فورد على موقع كينوبويسك (الروسية)
- "Faith Ford". إن إن دي بي. مؤرشف من الأصل في 2019-08-15.